# Llerena, Badajoz
Llerena là một đô thị trong tỉnh Badajoz, Extremadura, Tây Ban Nha. Theo điều tra dân số 2005 (INE), đô thị này có dân số là 5764 người. Llerena, một thị trấn tự tuyên bố là một tụ điểm Nghệ thuật Lịch sử vào ngày 29 tháng 12 năm 1966, nằm ở phía tây nam Tây Ban Nha. Đây là trung tâm tư pháp và kinh tế của xứ cùng tên, nằm cách đều 20 khu tự quản và nằm ở ngã ba của các Quốc lộ 432 và 413.